# Troels Marstrand
Troels Caspar Daniel Marstrand, född den 13 maj 1815 i Köpenhamn, död där den 23 augusti 1889, var en dansk industriman, son till Nicolai Jacob Marstrand.
Efter att ha varit skrivbiträde i Skælskør lärde han sig bagaryrket i Køge och reste 1835 utomlands som bagarlärling. 1837 kom han tillbaka, blev först kontorist hos polismästaren i Helsingør och övertog 1839 faderns bageri, som modern hade drivit som änka.
Han utvidgade det väsentligt, förenade det 1850 med en ångkvarn, köpte 1857 Vodrofgaards kvarn och upprättade där med ett intressentsällskaps hjälp ett betydande bryggeri. 1857—63 var han borgarrepresentant.
Då han (efter 1865) av hälsoskäl företog en rad större och mindre resor, kom han i livlig förbindelse med folkhögskolorna på Askov och Vallekilde. Hela sin originella, självständiga personlighet har han visat i sin bok Slægten Marstrand (1885).